# Ловчий (летательный аппарат)
«Ловчий» — белорусский ударный беспилотник, производящийся на 558-м авиаремонтном заводе.

## Описание
Создан на основе дронов «Гриф» и «Бекард». Впервые презентован на выставке MILEX-2021.
БПЛА самолётного типа. Является носителем авиационных средств поражения и относится к классу ударных, имеет автоматический и автоматизированный режимы управления. Он может оснащаться лёгкими неуправляемыми авиационными бомбами типа ПТАБ, сбрасываемыми в автоматизированном режиме и по сигналу оператора. Использует корректируемые авиабомбы и лёгкие управляемые ракеты.
Тактико-технические характеристики:
- суммарная масса боевой нагрузки, размещаемой на внешней подвеске — 20 кг;
- тактический радиус действия (в режимах разведки, ретрансляции, наведения и атаки) — до 70 км;
- высота полёта в режиме разведки — от 500 до 3000 м, в режиме наведения и атаки — от 300 до 3000 м;
- крейсерская скорость — 120 км/ч;
- время нахождения в воздухе — до 8 ч.